# Leonard Theodor Schwertfeger
Leonard Theodor Schwertfeger (russisch Леонард Теодор Швертфегер; * um 1680; † nach 1738) war ein preußischer Architekt des Barock in St. Petersburg.

## Leben
Schwertfeger kam 1713 aus Preußen nach St. Petersburg und trat in den Dienst Peters I.
Für das 1710 von Peter I. gegründete Alexander-Newski-Kloster entwickelte Domenico Trezzini 1715 das erste Bauprojekt. 1717 begann Trezzini mit dem Bau des Eckturms für die Mariä-Verkündigung-Kirche und den angrenzenden Duchowski-Korpus. Trezzini wurde dann von Christof Konrad abgelöst, und 1720 übernahm Schwertfeger die Bauleitung für das Kloster. Die zentrale Kathedrale wurde 1722 begonnen, wobei eine Kuppel und Türme nicht vorgesehen waren. Allerdings sank der Bau ein und wurde abgetragen.
Ein weiteres Projekt Schwertfegers war der Bau des Gasthof des Alexander-Newski-Klosters auf der Wassiljewski-Insel (1720–1726). Mit Trezzini plante Schwertfeger den Bau des Gebäudes der Zwölf Kollegien (1722–1744).
1733 erhielt Schwertfeger seinen Abschied. 1738 kehrte er nach Berlin zurück.

## Werke

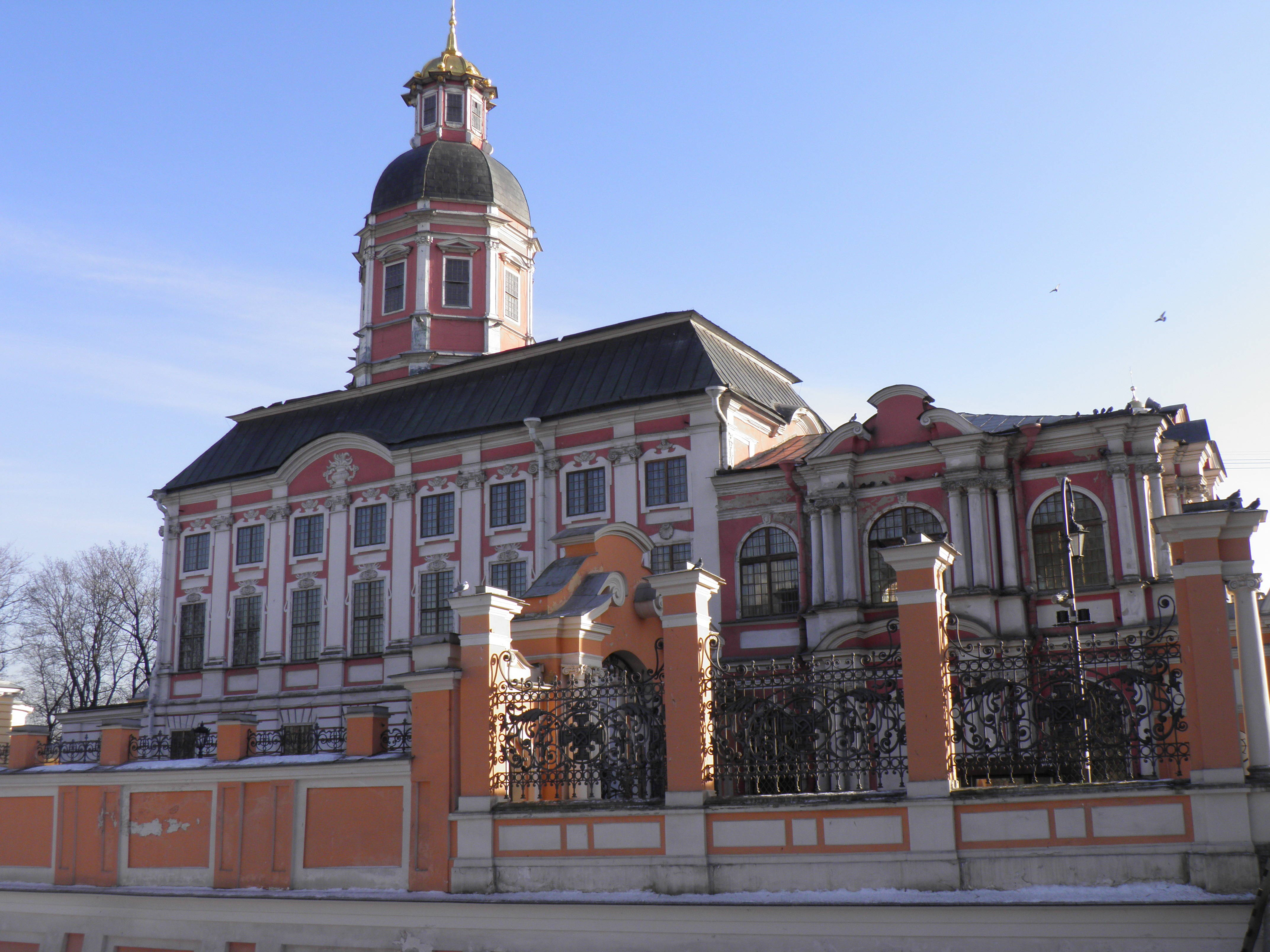
Mariä-Verkündigung-Kirche des Alexander-Newski-Klosters, St. Petersburg
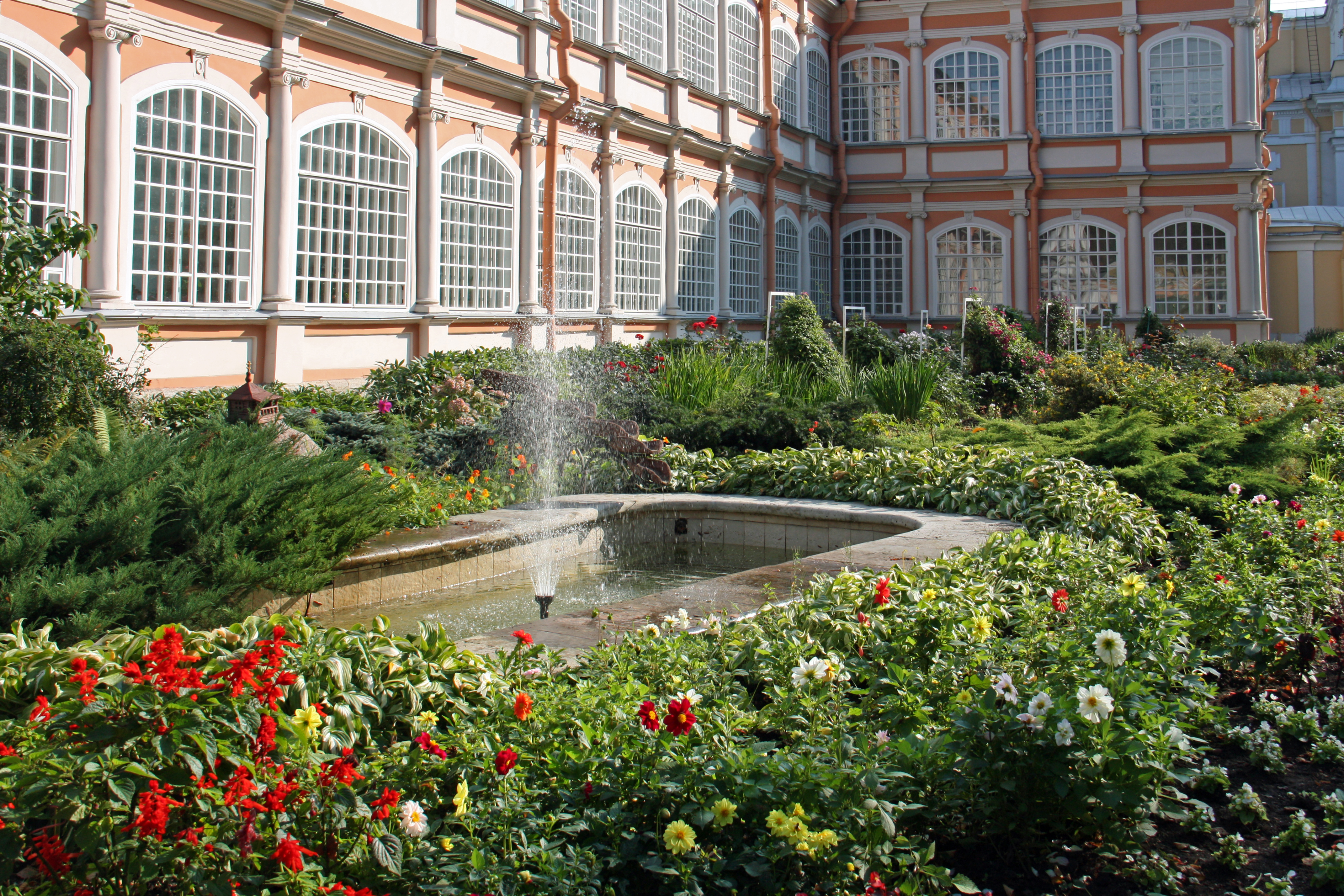
Duchowski-Korpus des Alexander-Newski-Klosters, St. Petersburg
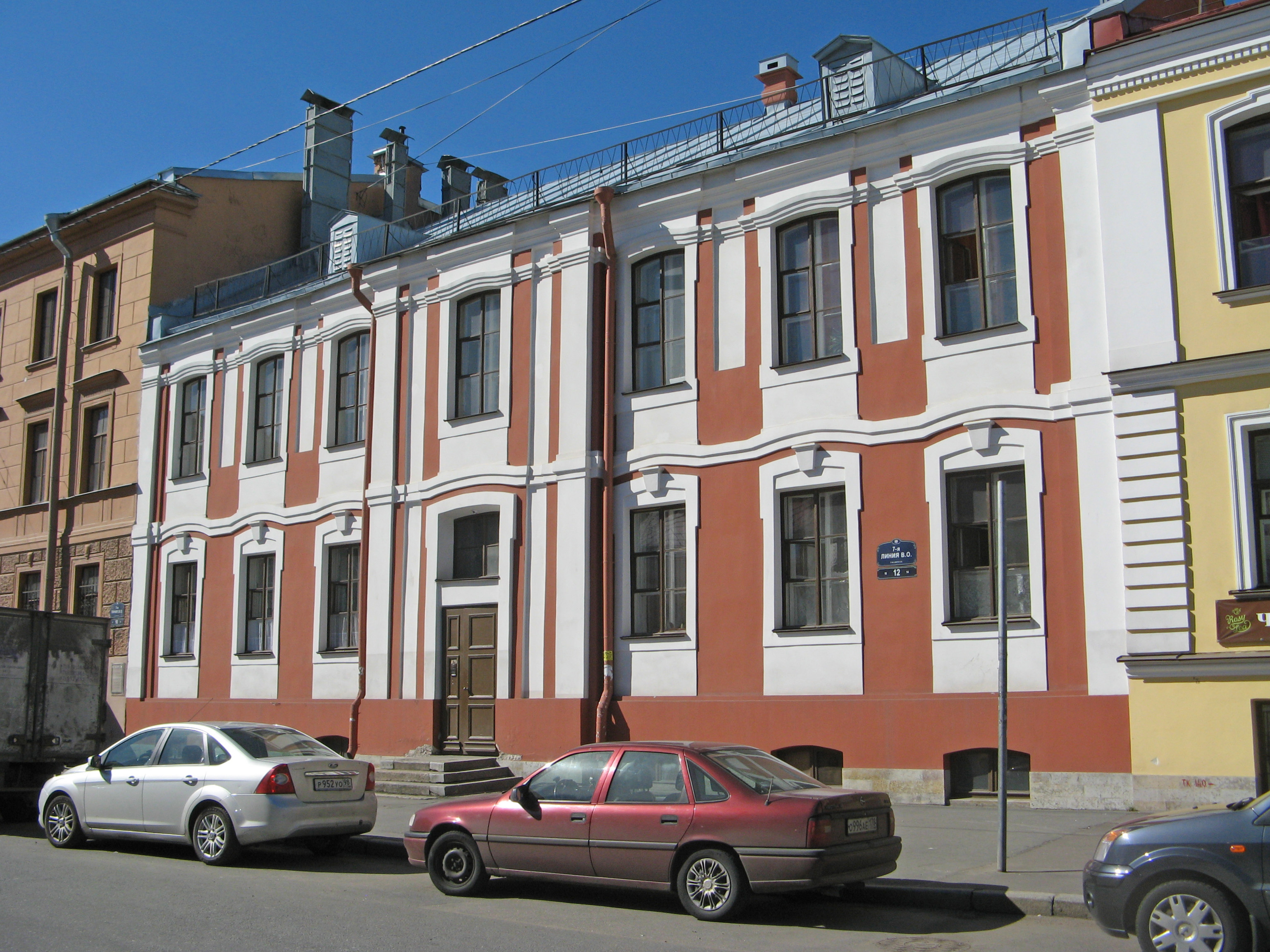
Gasthof des Alexander-Newski-Klosters auf der Wassiljewski-Insel, 7. Linie 12, St. Petersburg
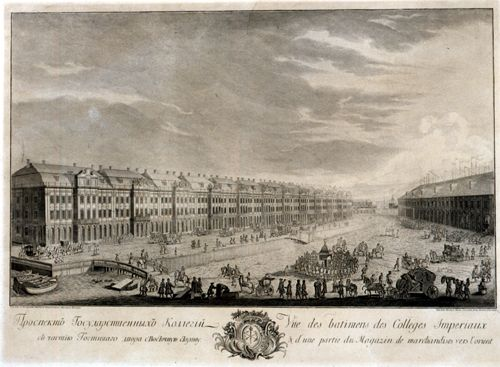
Gebäude der Zwölf Kollegien, St. Petersburg (1753)